# 신피향

신피 향의 위치

신피향(한국어: 신비향, 중국어: 新埤鄉, 병음: Xīnpí Xiāng)은 중화민국 핑둥 현의 향이다. 넓이는 59.0102km2이고, 인구는 2015년 8월 기준으로 10,065명이다.

## 지리
핑둥 현의 서부에 위치한다.